# Red Ensign

Red Ensign

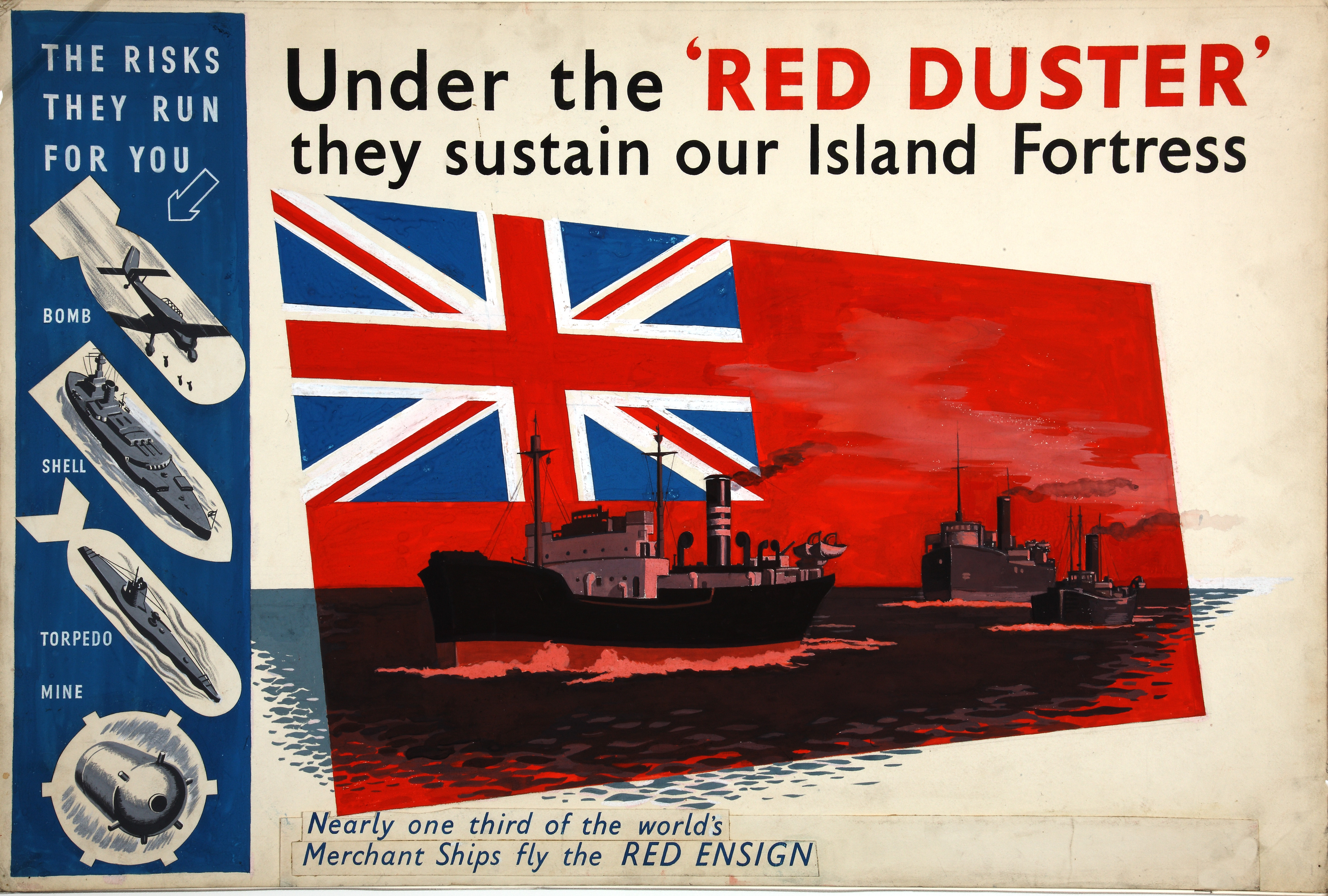
Plakat wojenny

XVII-wieczna bandera angielska, pierwowzór Red Ensign

Red Ensign (z ang. „czerwona bandera”) albo żartobliwie Red Duster („czerwona szmata”) – bandera wywodząca się z XVII-wiecznej flagi angielskiej, używana początkowo przez okręty Royal Navy, a następnie i do chwili obecnej przez statki brytyjskiej marynarki handlowej. Dokładna data pojawienia się Red Ensign po raz pierwszy nie jest znana, ale zachowane eksponaty muzealne wskazują, że marynarka wojenna płaciła za szycie takich bander już w latach dwudziestych XVII wieku. W dzisiejszych czasach jest to bandera cywilna, używana w Wielkiej Brytanii przez wszystkie jednostki pływające niezwiązane z wojskowością.
W roku 1674 Królewska Proklamacja Karola II potwierdziła, że Red Ensign jest banderą właściwą dla statków angielskiej floty handlowej. Proklamacja podkreślała, że bandera ta była zwyczajowo użytkowana przez angielskich kupców morskich przed rokiem 1647.
Do lat 60. XIX wieku Red Ensign był także główną banderą Royal Navy, która równolegle używała białych (White Ensign) i niebieskich (Blue Ensign) bander, jednak w Admiralicji uważano, że używanie przez Royal Navy trzech różnych bander jest mylące, a zwyczaj przestarzały, a także, że statki handlowe winny się znacząco odróżniać od okrętów wojennych. Wreszcie w lipcu 1864 roku wydano rozporządzenie, na mocy którego White Ensign stał się banderą Royal Navy, a Red Ensign banderą marynarki handlowej. Ten podział obowiązuje do chwili obecnej.
Red Ensigns oznakowany lokalnym herbem lub emblematem jest używany przez: Bermudy, Brytyjskie Wyspy Dziewicze, Kajmany, Falklandy, Gibraltar, Guernsey, Jersey i Wyspę Man.
Wiele informacji na temat podejmowanych w XVII wieku w tej sprawie decyzji zawiera historia marynarki brytyjskiej Samuela Pepysa, „Memoirs of the Navy”.